# Comitè de Consolidació de Manipur
Comitè de Consolidació de Manipur fou una organització política i militar de Manipur formada el 1968, amb el Front Unit d'Alliberament Nacional de Manipur com a principal component.
Dirigia l'organització Oinam Sudhirkumar que va formar el Govern Revolucionari de Manipur a les zones alliberades de fet amb base al Pakistan Oriental. El moviment va acabar el 1973, però el Front Unit d'Alliberament Nacional de Manipur va romandre a la lluita.